# セルジ・ドミンゲス
セルジ・ドミンゲス・ビロリア（Sergi Domínguez Viloria, 2005年4月1日 - ）は、スペイン・バルセロナ出身のサッカー選手。スーペルスポルトHNL・ディナモ・ザグレブ所属。ポジションはディフェンダー。

## クラブ経歴

### バルセロナ
サン・ガブリエルでキャリアをスタートし、2017年にバルセロナの下部組織に移籍した。
2023年2月12日、プリメーラ・フェデラシオン・アモレビエタ戦でバルセロナBデビューを果たした。
2024年8月31日、ラ・リーガ・レアル・バリャドリード戦で途中出場し、トップチームデビューを果たした。

### ディナモ・ザグレブ
2025年6月30日、ディナモ・ザグレブに移籍した。

## タイトル

### クラブ
バルセロナ
- ラ・リーガ: 2024-25
- コパ・デル・レイ: 2024-25